# Ljubunčić
Ljubunčić är en ort i Bosnien och Hercegovina.   Den ligger i entiteten Federationen Bosnien och Hercegovina, i den sydvästra delen av landet, 120 km väster om huvudstaden Sarajevo. Ljubunčić ligger 824 meter över havet och antalet invånare är 544.
Terrängen runt Ljubunčić är huvudsakligen kuperad, men åt sydost är den platt. Terrängen runt Ljubunčić sluttar söderut. Närmaste större samhälle är Orguz, 13,0 km söder om Ljubunčić. 
Omgivningarna runt Ljubunčić är en mosaik av jordbruksmark och naturlig växtlighet. Runt Ljubunčić är det ganska tätbefolkat, med 93 invånare per kvadratkilometer.